# Hostetter, Pennsylvania
Hostetter, Pennsylvania (енгл. Hostetter) насељено је место без административног статуса у америчкој савезној држави Пенсилванија.

## Демографија
По попису из 2010. године број становника је 740.
| Група             | 2000.    | 2010.       |
| Белци             | 0 (0,0%) | 717 (96,9%) |
| Афроамериканци    | 0 (0,0%) | 3 (0,4%)    |
| Азијати           | 0 (0,0%) | 10 (1,4%)   |
| Хиспаноамериканци | 0 (0,0%) | 4 (0,5%)    |
| Укупно            | 0        | 740         |